# Isekai Meikyū de Harem o
Isekai Meikyū de Harem o (異世界迷宮でハーレムを Isekai Meikyū de Hāremu o?, lit. Construyendo un harén en una mazmorra del otro mundo), conocida como Harem in the Labyrinth of Another World, es una serie de novelas ligeras japonesas escritas por Shachi Sogano e ilustradas por Shikidouji. Se serializó en línea entre 2011 y 2019 en el sitio web de publicación de novelas Shōsetsuka ni Narō. Una adaptación a manga con arte de Issei Hyōju es serializada en la revista de manga shōnen Monthly Shonen Ace de Kadokawa Shoten desde abril de 2017. Una adaptación de la serie al anime producida por Passione se estrenó el 6 de julio de 2022.

## Sipnosis
El estudiante de secundaria Michio Kaga vagaba sin rumbo por la vida e Internet, cuando se encuentra transportado de un sitio web turbio a un mundo de fantasía, renaciendo como un hombre fuerte que puede usar poderes de "cheat magician". Utiliza sus poderes para convertirse en un aventurero, ganar dinero y obtener el derecho de reclamar chicas que tienen una belleza a nivel de ídolo para formar su propio harén.

## Personajes
Michio Kaga (ミチオ Kaga Michio?)
 Seiyū: Taku Yashiro
Es un humano que abruptamente se ve desplazado al escenario de un juego de fantasía en línea barato. Sus habilidades de trampa en el juego incluyen analizar todo lo que lo rodea, lo que le permite evaluar sus fortalezas y debilidades. Con una mente perceptiva y sus habilidades en kendo, es capaz de defenderse en este nuevo y peligroso entorno.
Roxanne (ロクサーヌ Rokusānu?)
 Seiyū: Shiori Mikami
Es una wolfkin que se convierte en la primera esclava y miembro del grupo de Michio. Se conocieron cuando Michio compró Roxanne a su dueño.
Sherry (セリー Serī?)
 Seiyū: Shiori Izawa
Es una enana que se convierte en la segunda esclava de Michio y miembro del grupo. Debido a sus orejas delgadas, que la hacen parecer mayor, era más barata de comprar. Sherry es excepcionalmente inteligente y con frecuencia hace preguntas más directas o inquisitivas que Roxanne.
Miria (ミリア?)
 Seiyū: Honoka Kuroki
Es una catkin que se convierte en la tercera esclava de Michio y miembro del grupo. Su obsesión por los peces la llevó a convertirse en esclava mientras robaba algunos de un estanque sagrado. Miria todavía está aprendiendo el lenguaje mágico en los libros, y se comunica a través de Roxanne.
Vesta (ベスタ Besuta?)
 Seiyū: Rina Hon'izumi
Es una dragonkin que se convierte en la cuarta esclava y miembro del grupo de Michio. Vesta ha sido esclava toda su vida debido a que sus padres son esclavos.
Rutina (ルティナ?)
 Seiyū: Mikako Izawa
Es una elfa que se convierte en la quinta esclava de Michio y miembro del grupo. Ella es una ex noble que fue forzada a la esclavitud.
Alan (アラン Aran?)
 Seiyū: Kenta Miyake
Es un comerciante de esclavos en Vale. Teniendo una personalidad amigable, trata bien a sus esclavos y se asegura de que encuentren buenos hogares.

## Contenido de la obra

### Novela ligera
Originalmente comenzó como una novela web en 2011 en Shōsetsuka ni Narō. Como serie de novelas ligeras está escrita por Shachi Sogano e ilustrada por Shikidouji. Más tarde fue adquirido por Shufunotomo, que ha publicado trece volúmenes desde diciembre de 2012 bajo su sello Hero Bunko. El primer volumen fue publicado el 21 de diciembre de 2012.

#### Lista de volúmenes
| Volúmenes de novelas ligeras publicadas | Volúmenes de novelas ligeras publicadas | Volúmenes de novelas ligeras publicadas |
| Número                                  | Fecha de lanzamiento                    | ISBN                                    |
| --------------------------------------- | --------------------------------------- | --------------------------------------- |
| 1                                       | 21 de diciembre de 2012                 | ISBN 978-4-07-285942-1                  |
| 2                                       | 30 de abril de 2013                     | ISBN 978-4-07-289673-0                  |
| 3                                       | 29 de noviembre de 2013                 | ISBN 978-4-07-293798-3                  |
| 4                                       | 30 de mayo de 2014                      | ISBN 978-4-07-297187-1                  |
| 5                                       | 27 de abril de 2015                     | ISBN 978-4-07-413191-4                  |
| 6                                       | 28 de diciembre de 2015                 | ISBN 978-4-07-414322-1                  |
| 7                                       | 27 de febrero de 2017                   | ISBN 978-4-07-423657-2                  |
| 8                                       | 30 de noviembre de 2017                 | ISBN 978-4-07-428637-9                  |
| 9                                       | 28 de diciembre de 2018                 | ISBN 978-4-07-436358-2                  |
| 10                                      | 30 de marzo de 2020                     | ISBN 978-4-07-442821-2                  |
| 11                                      | 28 de diciembre de 2020                 | ISBN 978-4-07-447190-4                  |
| 12                                      | 31 de enero de 2022                     | ISBN 978-4-07-449757-7                  |
| 13                                      | 30 de abril de 2024                     | ISBN 978-4-07-459483-2                  |

### Manga
Una adaptación a manga con arte de Issei Hyōju es serializada en la revista de manga shōnen Monthly Shonen Ace de Kadokawa Shoten desde abril de 2017. Se ha recopilado sus capítulos individuales en once volúmenes tankōbon. El primer volumen fue publicado el 25 de noviembre de 2017.

#### Lista de volúmenes
| Volúmenes de manga publicados | Volúmenes de manga publicados | Volúmenes de manga publicados |
| Número                        | Fecha de lanzamiento          | ISBN                          |
| ----------------------------- | ----------------------------- | ----------------------------- |
| 1                             | 25 de noviembre de 2017       | ISBN 978-4-04-106205-0        |
| 2                             | 28 de abril de 2018           | ISBN 978-4-04-106721-5        |
| 3                             | 26 de octubre de 2018         | ISBN 978-4-04-107475-6        |
| 4                             | 26 de abril de 2019           | ISBN 978-4-04-107476-3        |
| 5                             | 24 de enero de 2020           | ISBN 978-4-04-109048-0        |
| 6                             | 26 de agosto de 2020          | ISBN 978-4-04-109731-1        |
| 7                             | 26 de abril de 2021           | ISBN 978-4-04-109732-8        |
| 8                             | 25 de marzo de 2022           | ISBN 978-4-04-112122-1        |
| 9                             | 25 de febrero de 2023         | ISBN 978-4-04-113429-0        |
| 10                            | 26 de enero de 2024           | ISBN 978-4-04-114549-4        |
| 11                            | 26 de febrero de 2025         | ISBN 978-4-04-115863-0        |

### Anime
El 10 de diciembre de 2020 se anunció una adaptación de la serie al anime. La serie está producida por Passione y dirigida por Naoyuki Tatsuwa, con guiones escritos por Kurasumi Sunayama, diseños de personajes a cargo de Makoto Uno y música compuesta por Tomoki Kikuya. La serie se estrenó el 6 de julio de 2022 en AT-X y otros canales. El tema de apertura es "Oath", interpretado por Shiori Mikami, mientras que el tema de cierre es "Shinshi no Torihiki 60-Man Naal", interpretado por Taku Yashiro y Kenta Miyake. Crunchyroll obtuvo la licencia de la serie fuera de Asia.

## Recepción
La serie manga fue la quinta serie más vendida de Book Walker, una de las librerías digitales más grandes de Japón, durante la primera mitad de 2019.